# 安樂死過山車
安樂死雲霄飛車（Euthanasia Coaster）是一座由立陶宛藝術家胡里霍納斯·烏爾博納斯（Julijonas Urbonas）構思的假想鋼製雲霄飛車，該作品被設計成一種安樂死裝置，旨在終結乘客的生命 。這個概念於2010年首次提出，當時烏爾博納斯是伦敦皇家艺术学院的博士研究生。鑑於過去曾在遊樂園工作的經驗，他表示他設計的雲霄飛車的目標是以「優雅和歡愉的方式」結束生命。至於他構思的實際應用，烏爾博納斯則提到應用在「安樂死」或「死刑」的可能性。
烏爾博納斯受到費城雪橇雲霄飛車公司前總裁約翰·艾倫（John Allen）描述的啟發，艾倫曾形容「每趟車可以容納下24位，並使其全部死亡」的雲霄飛車將視為該設施的最「極致」功能，因而激發他的創作靈感。

## 設計
這座雲霄飛車的概念佈局始於一座陡峭的上升丘，能夠將乘客提升至高達500公尺（1,600英尺）的頂端。這段攀升的過程需要數分鐘，使乘客有充裕的時間反思生命的意義。一旦到達頂點，乘客有選擇離開過山車的機會。如果他們選擇留在車上，將有一段時間可以說出最後的遺言，之後按下一個按鈕，即可讓雲霄飛車將從500公尺（1600英尺）高的頂部下降，雲霄飛車將會加速至接近其終端速度的時速360公里（約為時速220英里）。列車將透過水平移動，並進入其中七個迴旋的倒轉運動。每個環的直径都比前一個小，旨在在列車失速時對乘客產生致命的10G力單位。在一個急轉彎之後，列車進入一條直線段，可以在那裡卸下屍體並裝載新的乘客。

## 原理

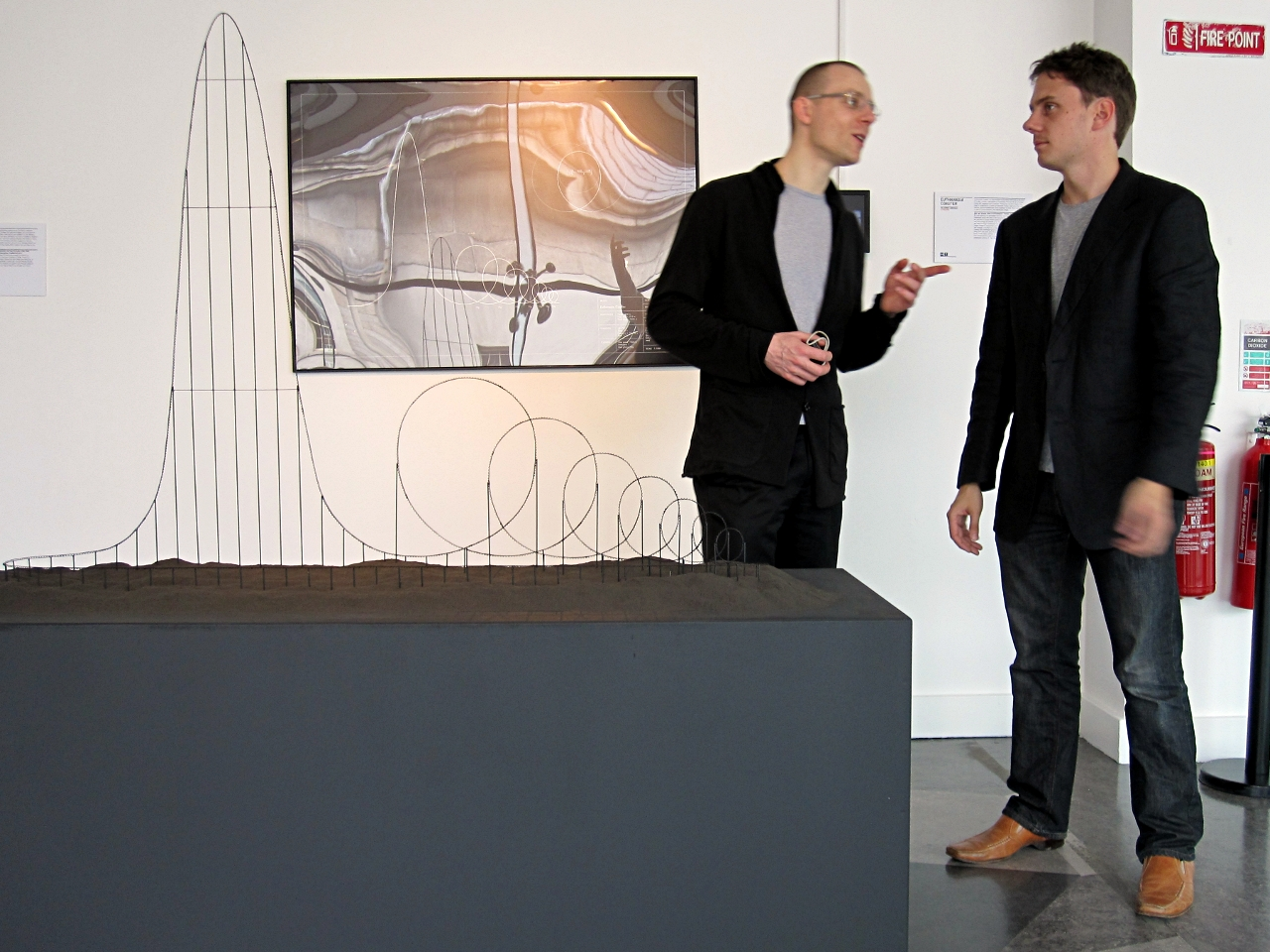
烏爾博納斯（左）和安樂死過山車的模型在都柏林科學館的HUMAN+展覽。

安樂死雲霄飛車的設計，旨在通過長時間的腦缺氧或大腦供氧不足來實現乘客的死亡。在過山車的運行過程中，乘客將經歷七次倒環，這將在短短60秒內施加10G力的強烈衝擊，引起與重力相關的一系列症狀，從視野逐漸變灰到視野完全變黑，最終可能導致G力昏迷。而針對更健壯的乘客，雲霄飛車所設計的倒環數量和過山車的再次運行，也被視為在意外中倖存的保險措施。

## 展覽
烏爾博納斯的安樂死雲霄飛車概念首次引起公眾的廣泛關注，是在2011年4月至6月間，當時他的作品在都柏林科學館參與HUMAN+展覽。這個展覽被科學館選為2011年的「旗艦展覽」，其目的是展示人類和技術的未來。在這整體主題下，安樂死雲霄飛車突顯了與生命延續有關的諸多議題。隨後，該項目於2015年再次在巴塞罗那當代文化中心的HUMAN+展覽中展出。 

## 流行文化
- 2012年，挪威搖滾樂隊Major Parkinson推出了單曲《Euthanasia Roller Coaster》，歌詞中隱喻了烏爾博納斯的安樂死過山車[9]。
- 拉維·蒂達爾（英语：Lavie Tidhar）的短篇小說《選擇死亡》（Vladimir Chong Chooses to Die）將烏爾博納斯的安樂死過山車融入了結局[10]。
- 由格倫·帕頓（Glenn Paton）執導的短片《H Positive》探討了一位富裕男子發現自己瀕臨死亡時，委託建造一個和烏爾博納斯設計一模一樣的安樂死過山車的建築師。電影中雖未提及烏爾博納斯，但結尾字幕確認該片是基於烏爾博納斯作品的啟發。 [11]
- 科幻喜劇劇情電影《戴維斯夫人（英语：Mrs. Davis）》中出現了一個安樂死過山車，以結束那些「到期」的人的生命[12]。
- 長松紅杉（英语：Sequoia Nagamatsu）的小說《我們在黑暗中走多高》（How High We Go in the Dark）中包含一個章節，描述了一個針對末期病童的安樂死主題樂園，最後一個過山車在瘟疫降臨之前結束了他們的生命。Nagamatsu在訪談中提到烏爾博納斯的設計是他創作的初步靈感。[13]